# BK Universitet-Joegra Soergoet
Basketbolnyj kloeb Universitet-Joegra Soergoet (Russisch: Баскетбольный клуб Университе́т-Югра́ Сургут) is een professionele basketbalclub uit Soergoet, Rusland. Ze spelen in de Russische superliga B.

## Geschiedenis
De club werd opgericht in 1974. Haar grootste successen behaald de club op het tweede niveau van Rusland. De club wordt Landskampioen van Rusland op het tweede niveau in 2004 en 2017. De club wordt tweede in 2011, 2012, 2013, 2014 en derde in 2003.

## Naam
De club werd opgericht in 1974 onder de naam Stroitel Soergoet. In 1993 veranderd de naam in Universitet Soegroet. Sinds 2005 heet de club Universitet-Joegra Soergoet.

## Erelijst
- Landskampioen Rusland: 2 (divisie B)
  - Winnaar: 2004, 2017
  - Tweede: 2011, 2012, 2013, 2014
  - Derde: 2002, 2003

## Bekende (oud)-coaches
- Sergej Olchov
- Joeri Zjoekanenko
- Anatoli Mysjkin (2005-2006)
- Željko Lukajić (2008-2009)

## Bekende (oud)-spelers
- Sergej Bykov
- Vladimir Djatsjok
- Igor Gratsjev
- Vasili Karasjov
- Anatoli Kasjirov
- Aleksandr Miloserdov
- Nikita Morgoenov
- Vladimir Zjigili
- Joeri Zjoekanenko
- Lionel Chalmers